# Xoconoxtle el Grande
Xoconoxtle el Grande är en ort i Mexiko.   Den ligger i kommunen Dolores Hidalgo och delstaten Guanajuato, i den centrala delen av landet, 260 km nordväst om huvudstaden Mexico City. Xoconoxtle el Grande ligger 1 977 meter över havet och antalet invånare är 1 014.
Terrängen runt Xoconoxtle el Grande är platt åt nordost, men åt sydväst är den kuperad. Runt Xoconoxtle el Grande är det ganska tätbefolkat, med 96 invånare per kvadratkilometer. Xoconoxtle el Grande är det största samhället i trakten. Trakten runt Xoconoxtle el Grande består i huvudsak av gräsmarker.